# Stephan Faust
Stephan Faust (* im 20. Jahrhundert) ist ein deutscher Klassischer Archäologe.

## Leben
Er studierte ab 1999 Klassische Archäologie sowie Griechische und Lateinische Philologie in Münster, am Lincoln College in Oxford und in München. An der Universität München erhielt er 2005 den M.A. und wurde 2009 promoviert. 2009/10 war er wissenschaftlicher Mitarbeiter an der Universität Tübingen in Vertretung, 2010 wurde er wissenschaftlicher Mitarbeiter an der Universität Kiel. Von 2010 bis 2016 war er Juniorprofessor an der Universität Hamburg. 2014/15 war er Scholar an der Faculty of Classics der University of Oxford, 2017 vertrat er die Stelle eines Departmental Lecturer in Roman Art and Archaeology an der Classics Faculty der University of Oxford. 2018 wurde er Lecturer in Classics (Roman Art) am Department for Classics des University College Cork. Seit 2019 ist er in Nachfolge von Stefan Lehmann Kustos und wissenschaftlicher Leiter des Archäologischen Museums der Martin-Luther-Universität Halle-Wittenberg.

## Veröffentlichungen (Auswahl)
- Schlachtenbilder der römischen Kaiserzeit. Erzählerische Darstellungskonzepte in der Reliefkunst von Traian bis Septimius Severus (=  Tübinger Archäologische Forschungen 8). Rahden 2012, (ISBN 978-3-89646-988-5 (= Dissertation).
- mit Florian Leitmeir (Hrsg.): Repräsentationsformen in severischer Zeit. Berlin 2011.
- mit Frank Hildebrandt: Schätze der Antike. Faszinierende Funde der Archäologie. Darmstadt 2015.
- mit Martina Seifert, Leon Ziemer (Hrsg.): Antike. Kultur. Geschichte / Antike. Architektur. Geschichte. Festschrift für Inge Nielsen zum 65. Geburtstag (= Gateways. Hamburger Beiträge zur Archäologie und Kulturgeschichte des antiken Mittelmeerraums 2–3). Aachen 2015,
- mit Kerstin Poehls (Hrsg.): Sammeln. Zur Geschichte und Gegenwart einer alltäglichen, musealen und wissenschaftlichen Praxis (= Hamburger Journal für Kulturanthropologie 1) (Hamburg 2015)